# Департамент гражданской авиации Бутана
Департамент гражданской авиации Бутана (ДГА) (англ. Department of Civil Aviation of Bhutan, DCA) является ведомством в Королевском правительстве Бутана. Департамент отвечает за безопасность полётов, управление аэропортами и предоставление аэронавигационного обслуживания. Департамент находится в подчинении у Министерство информации и коммуникаций, а его центральный офис расположен в Паро.
Деятельность департамента регулируется Законом о гражданской авиации, принятом в 2000 году.

## История
Авиасообщение в Бутане существует с 1968 года, однако первая национальная авиакомпания, Druk Air, была основана лишь в 1981 году, а первый рейс был совершён в 1983 году.
Департамент гражданской авиации был создан в январе 1986 года. На начальном этапе ведомству оказали помощь Международная организация гражданской авиации и Программа развития ООН, в частности, в обучении персонала и развитии организационных компетенций.